# 津守小黒栖
津守 小黒栖（つもり の おぐるす、生没年不詳）は、奈良時代の防人・歌人。下野国の人。姓は宿禰。下野目・津守首古の子とする系図がある。
天平勝宝7歳（755年）2月、防人として筑紫に派遣される。『万葉集』に1首入集。
- 母刀自も玉にもがもや戴きて角髪の中に合へ巻かまくも（万葉集20-4377）